# Gråbukig petrell
Gråbukig petrell (Pterodroma inexpectata) är en fågel i familjen liror inom ordningen stormfåglar som förekommer i Stilla havet.

## Utseende
Gråbukig petrell är en distinkt, medelstor (32-36 cm), grå petrell med rätt kort näbb och stjärt. Karakteristiskt är grå, ett brett svart band från knogen in mot mitten av den silvervita vingundersidan samt ett tydligt grått "M" på vingovansidan.

## Utbredning och systematik
Gråbukig petrell häckar i Nya Zeeland på sydvästra Sydön, Solanderöarna, på småöar kring Stewart Island samt i Snaresöarna. Tidigare har den förekommit över stora delar av både Nordön och Sydön, möjligen även i Chathamöarna, Bountyöarna, Antipodöarna och Aucklandöarna. Efter häckning flyttar den till norra Stilla havet ända upp till norra Alaskagolfen och södra halvan av Berings hav, medan den sommartid kan röra sig söderut ända till packisen. Tillfälligt har den påträffats bland annat i Japan, Ecuador och Ryssland.

Fågelns utbredningsområde till havs.

## Levnadssätt
Gråbukig petrell är en havslevande art som mycket sällan kommer nära land annat än för att häcka på avlägsna öar. Häckningen inleds i oktober, med äggläggning från slutet av första veckan i december. Fågeln livnär sig huvudsakligen av fisk och bläckfisk, men även kräftdjur.

## Status och hot
Denna art häckar endast på några få rätt små öar. På flera av dessa finns införda predatorer som tros påverka beståndet. Internationella naturvårdsunionen IUCN kategoriserar därför arten som nära hotad. Den är dock fortfarande en individrik fågel med över 1,5 miljoner häckande individer.